# Lijst van rijksmonumenten werken tussen Fort De Bilt en de Lunetten
Tussen Fort de Bilt en de lunetten Fort Vechten en Fort bij Rijnauwen bevinden zich 10 rijksmonumenten die onderdeel zijn van de Nieuwe Hollandse Waterlinie en die in het rijksmonumentenregister vallen onder complexnummer 532397 - "Nieuwe Hollandse Waterlinie - Complex Werken tussen Fort De Bilt en de Lunetten". Deze onderdelen vormen een zogenaamde tussenstelling: een geheel van defensieve werken tussen twee forten om deze opening te 'dichten'. Zie hieronder een overzicht.
| Object | Oorspronkelijke functie?  | Bouwjaar  | Architect | Locatie               | Coördinaten?                | Nr.?   | Afbeelding        |
| --- | ------------------------- | --------- | --------- | --------------------- | --------------------------- | ------ | ----------------- |
| Nieuwe Hollandse Waterlinie Cluster 301. Tussen Fort de Bilt en Lunetten: Gedekte weg een aardhaalplaats de 'Zilveren Schaats'. | Fort, vesting en -onderdl |           |           |                       | 52° 5' 24" NB, 5° 8' 45" OL | 532398 | Upload foto       |
| Tussen Fort de Bilt en Lunetten: Schut / sluisje aan de 'Zilveren Schaats'.                                                     | Fort, vesting en -onderdl |           |           |                       | 52° 5' 16" NB, 5° 8' 46" OL | 532399 | Upload foto       |
| Tussen Fort de Bilt en Lunetten: Groepsschuilplaatsen Type P.                                                                   | Bomvrij militair object   |           |           |                       | 52° 5' 4" NB, 5° 9' 4" OL   | 532400 | Upload foto       |
| Tussen Fort de Bilt en Lunetten: Sluis / Kering / (Plof) Duiker / brug in de Biltsche Vaart (Biltsche Grift).                   | Fort, vesting en -onderdl |           |           |                       | 52° 5' 38" NB, 5° 8' 42" OL | 532401 | Upload foto       |
| Tussen Fort de Bilt en Lunetten: Sluis / Kering / (Plof)Duiker/brug in de Minstroom (Meentstroom).                              | Fort, vesting en -onderdl |           |           |                       | 52° 5' 9" NB, 5° 8' 55" OL  | 532402 | Upload foto       |
| Tussen Fort de Bilt en Lunetten: Sluis / Kering / (Plof)Duiker/brug in de Kromme Rijn.                                          | Fort, vesting en -onderdl |           |           |                       | 52° 4' 38" NB, 5° 8' 29" OL | 532403 | Upload foto       |
| Tussen Fort de Bilt en Lunetten: Brug met de twaalf gaten / inundatiesluis.                                                     | Fort, vesting en -onderdl | 1862      |           | Prins Hendriklaan 105 | 52° 4' 56" NB, 5° 9' 12" OL | 532404 | Meer afbeeldingen |
| Tussen Fort de Bilt en Lunetten: Wachthuis op het reduit van Fort Vossegat.                                                     | Militair verblijfsgebouw  | 1849-1851 |           | Prins Hendriklaan 105 | 52° 4' 56" NB, 5° 8' 60" OL | 532405 | Meer afbeeldingen |
| Tussen Fort de Bilt en Lunetten: Schuilhut (Tamboershut) van Fort Vossegat.                                                     | Militair verblijfsgebouw  | 1875      |           | Prins Hendriklaan 105 | 52° 4' 60" NB, 5° 9' 11" OL | 532406 | Meer afbeeldingen |